# Homoneura bengalensis
Homoneura bengalensis är en tvåvingeart som först beskrevs av Macquart 1843.  Homoneura bengalensis ingår i släktet Homoneura och familjen lövflugor. Inga underarter finns listade i Catalogue of Life.